# 米爾特·哈珀
米爾頓·哈珀（英語：Milton Harper，1962年7月12日—1993年10月16日），為美國的棒球選手，曾經到台灣效力中華職棒統一獅隊及味全龍隊，在統一獅時期登錄名為艾波，被釋出後加盟味全龍則改名為艾勃，1993年10月16日，在台北市疑似因為吸食毒品而墜樓身亡，享年31歲。

## 經歷
- 美國職棒克里夫蘭印地安人隊(小聯盟1A~2A)（1984年～1988年）
- 美國職棒獨立聯盟Reno Silver Sox隊（1989年～1990年）
- 中華職棒統一獅隊（1991年～1992年）（登錄名：艾波）
- 中華職棒味全龍隊（1992年～1993年）（登錄名：艾勃）

## 職棒生涯成績
| 年度 | 球隊   | 出賽 | 安打 | 全壘打 | 打點 | 盜壘 | 四壞 | 三振 | 壘打數 | 雙殺打 | 打擊率 |
| ---- | ------ | ---- | ---- | ------ | ---- | ---- | ---- | ---- | ------ | ------ | ------ |
| 1991 | 統一獅 | 85   | 87   | 13     | 44   | 0    | 42   | 49   | 147    | 9      | 0.300  |
| 1992 | 統一獅 | 20   | 11   | 0      | 5    | 0    | 6    | 5    | 16     | 0      | 0.212  |
| 1992 | 味全龍 | 23   | 17   | 5      | 15   | 0    | 14   | 9    | 36     | 1      | 0.288  |
| 1992 | 合計   | 43   | 28   | 5      | 20   | 0    | 20   | 14   | 52     | 1      | 0.252  |
| 1993 | 味全龍 | 90   | 104  | 15     | 58   | 3    | 32   | 46   | 188    | 8      | 0.305  |
| 總計 | 3年    | 218  | 219  | 33     | 122  | 3    | 94   | 109  | 387    | 18     | 0.295  |

## 特殊事蹟
- 1991年
  - 3月24日，中職初登場，在台北市立棒球場先發出戰三商虎隊，擔任第4棒一壘手，3打數1安打1打點。
  - 5月15日，在台北市立棒球場面對兄弟象隊投手張永昌擊出3分打點全壘打，為中職生涯首轟。
  - 7月12日，在立德棒球場面對兄弟象隊投手陳義信擊出全壘打，成為中華職棒第一位於生日擊出全壘打的球員。
  - 11月2日，於台北市立棒球場對味全龍的總冠軍賽第一場，在2局下從黃平洋手中擊出陽春全壘打（統一獅隊史在總冠軍賽的第1分），成為中華職棒第一位在總冠軍賽初打席就擊出全壘打的球員。
- 1993年
  - 5月6日，與隊友呂明賜、羅世幸三人合力從時報鷹隊投手手中擊出連續三打席全壘打紀錄，成為中華職棒史上首次連續三打席全壘打的紀錄。
  - 5月6日，於台北市立棒球場，對時報鷹在3局下從蔡明宏手中擊出全壘打，創下對當時所有球隊(6隊)皆擊出全壘打的紀錄，同年8月14日兄弟象陳彥成亦創此紀錄。
  - 5月25日，於台中棒球場，對時報鷹達成中華職棒史上首次完全打擊。
  - 9月12日，與隊友羅世幸、陳大順三人合力從兄弟象隊投手手中擊出連續三打席全壘打紀錄，成為中華職棒史上首次單隊單季連續三打席全壘打的紀錄。
  - 10月16日，清晨疑似因吸毒過量導致跳樓致死，陳屍台北市松山區南京東路五段來禮大樓停車場，是中華職棒史上首位在台去世的洋將。

## 外部連結
- 米爾特·哈珀在台灣棒球維基館上的頁面（繁體中文）
- 米爾特·哈珀在中華職棒官網
- 米爾特·哈珀在Baseball-Reference.com（小聯盟以及海外聯盟）（英语）

| 前任： 聯盟第一位 | 中華職棒完全打擊締造者 1993年5月25日 | 繼任： 康雷 |